# Manuel Pavón Castro
Manuel Pavón Castro (Santa Fe, 27 de febrer de 1984) és un futbolista andalús, que ocupa la posició de defensa, actualment al CD Don Benito.

## Trajectòria esportiva
Després de militar als equips inferiors del Granada CF, CD Logroñés i Reial Madrid, finalment aplega al CD Numancia. Entre 2004 i 2006 milita al seu equip B, per donar el salt al primer conjunt. A la campanya 07/08 és cedit al Granada CF. A l'any següent debuta a primera divisió amb els sorians.